# Алістаров Валерій Михайлович
Валерій Михайлович Алістаров (рос. Валерий Михайлович Алистаров нар. 28 листопада 1957, Калуга) — колишній радянський, український та російський футболіст.

## Біографія
Вихованець «Локомотива» (Калуга), де і розпочав свою ігрову кар'єру, також недовго грав за «Зірку» (Обнінськ).
1982 року став гравцем «Металурга» (Запоріжжя), де провів наступні сім з половиною сезонів у Першій лізі СРСР.
1989 року, після конфлікту з головним тренером «Металургів» Ігорем Надєїним перейшов до друголігової «Буковини». За підсумками сезону 1990 року «Буковина» вийшла з Другої ліги до першої, а в наступному сезоні зайняла 5 місце у Першій лізі, при цьому Алістаров був капітаном команди. Після розпаду СРСР «Буковина» була включена до новоствореної Вищої ліги України, де Алістаров дебютував 7 березня 1992 року в матчі проти тернопільської «Ниви» (2:1), в якому відразу відзначився голом. Всього в тому сезоні провів за буковинців у елітному українському дивізіоні 18 матчів і забив три голи. Всього провів за буковинців у елітному українському дивізіоні 33 матчі та забив 6 голів.
На початку 1993 року перейшов у вищоліговий «Кремінь», куди його запросив колишній партнер по «Буковині» Юрій Махиня. Там футболіст провів увесь наступний рік, після чого повернувся до рідної Калуги, ставши гравцем місцевого «Турбобудівника», де провів три сезони у нижчих лігах Росії.
У 1997 році поїхав у Фінляндію, де грав у команді «ГБК Коккола», але провівши лише пів року повернувся на батьківщину, ставши гравцем нижчолігового «Торгмаша» з містечка Люберці.
Завершив ігрову кар'єру у рідному «Локомотиві» (Калуга).
Всього провів у Вищій лізі України 56 матчів і забив 7 голів.